# Christián Rodríguez
Christián Rodríguez, vollständiger Name Christian Leonel Rodríguez Fleitas, (* 12. September 1995 in Tacuarembó) ist ein uruguayischer Fußballspieler.

## Karriere
Der 1,73 Meter große Mittelfeldakteur Rodríguez gehört seit der Clausura 2015 dem Kader des Erstligisten Tacuarembó FC an. Bei dem Verein aus dem Norden Uruguays debütierte er unter Trainer Jorge Castelli am 12. April 2015 beim 2:2-Unentschieden gegen Sud América mit einem Startelfeinsatz in der Primera División. In seinem Debütspiel erzielte er einen Treffer. Bis zum Ende der Saison 2014/15 lief er in insgesamt sieben Erstligaspielen (ein Tor) auf. Nach dem Abstieg am Saisonende kam er in der Zweitligaspielzeit 2015/16 bislang (Stand: 13. Juli 2016) elfmal (ein Tor) in der Liga zum Einsatz.